# 災星簡
瑪莎·簡·坎納里（英語：／；1852年5月1日—1903年8月1日）是美國女性拓荒者和職業偵察員，一般皆稱呼她「災星簡」。她因身為「狂野比爾」希科克的熟人，以及與印第安人作戰的事蹟而聞名，但大多數她聲稱目睹和參與的事蹟都無法被證實。她晚年曾出現在水牛比爾的西部秀和1901年泛美博覽會上。據說她富有憐憫心，特別是對那些病人和有需要的人們。她性格的這一特質與她那蠻勇、敢於挑戰的事蹟形成對比，並使她成為一個著名的西部邊疆人物。她也知名於她那穿著男裝的習慣。災星簡從未受過正規教育，此外她還是個眾所皆知的酒鬼。

## 早年

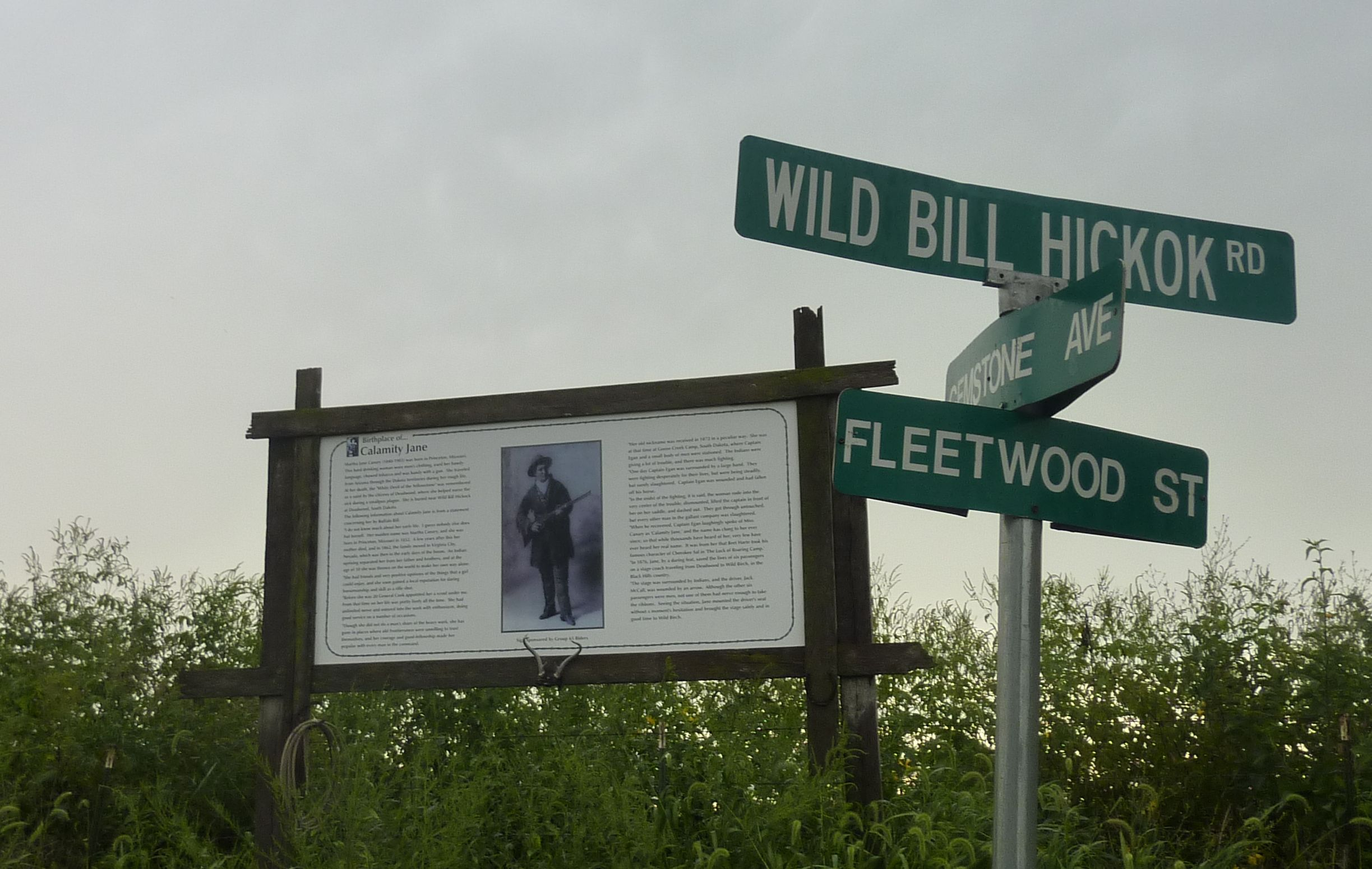
普林斯頓以東的標誌，其指示出最普遍被認為是災星簡出生地的地方。這個標誌後來被取代，改為指向優質標準農場的牧場位置

關於災星簡早年生活的大部分資訊，都來自於她1896年為了宣傳而口述寫作的自傳小冊子。當時她正要開始一場巡演，將在美國各地的簡易博物館演出，而小冊子的發行是為了要吸引觀眾。小冊子中的部分資訊被誇大，有些甚至還是完全不準確的。
災星簡於1852年5月1日出生在美國密蘇里州默瑟郡普林斯頓，出生時名叫瑪莎·簡·坎納里。在1860年的人口普查資料中，坎納里家住在人口普查指定地區拉瓦納東北部7英里（11）處。她的父親羅伯特·威爾森·坎納里（Robert Wilson Canary）有著愛好賭博的問題，而她的母親夏洛特·M·坎納里（Charlotte M. Canary）則是一位妓女。瑪莎·簡是六個兄弟姊妹中最年長的，有著兩個弟弟和三個妹妹。1865年，坎納里家乘坐火車，要從密蘇里州搭到蒙大拿州維吉尼亞城。1866年，夏洛特在路途中死於肺炎。坎納里家直到1866年的春天才終於抵達維吉尼亞城，隨後羅伯特又帶著六個孩子前往猶他州鹽湖城。他們在夏天抵達鹽湖城，據說羅伯特隨後在那耕作一塊40英畝（16公頃）大的土地。1867年，羅伯特也過世了，14歲的瑪莎·簡要一肩扛起照顧五個弟妹的重擔，她和弟妹再次坐上運貨馬車，並於1865年5月抵達懷俄明領地的布里傑堡，再從那透過聯合太平洋鐵路前往懷俄明州皮蒙特。
瑪莎·簡在皮蒙特接下了所有她能用來養活家庭的工作。她曾擔任洗碗工、廚師、女服務生、計程車舞者（舞廳女孩）、看護和牛隊牧人（ox team driver）。最後，她聲稱她在1874年從拉塞爾堡那接到了偵察兵的工作。在那段時間裡，她還開始斷斷續續地在拉勒米堡三英里牧場兼職從事性交易。小冊子中將這段時期的簡描述為「極具吸引力」和「漂亮的黑眼睛女孩」。她就這樣在北美大平原逐漸邁向一個更粗野的生活，大多數時間都在戶外活動和冒險。

## 成為「災星簡」
在與美洲原住民的長期軍事衝突中，簡參與了其中幾項戰役。她的宣稱如下：
|  | 在這次的戰役中（1872至1873年）我被命名為災星簡。這場戰役發生在懷俄明州的小鵝溪，現今的謝里登鎮的所在地。伊根上尉（Capt. Egan）負責在駐紮地指揮。我們被派來鎮壓一場印第安人的起義，在這努力了好幾天，發生了多次小規模衝突，其中六名士兵被殺，數人受重傷。在回駐紮地的路上，我們在離目的地大約一英里半的位置遭到伏擊。伊根上尉遭到槍擊那時我在前方騎馬，我聽到槍聲拐過我的馬鞍，看到上尉在他的馬鞍上掙扎，感覺像是就要落馬一樣。我讓我的馬回頭並疾馳回他身邊，及時在他落馬時接住了他。我將他抬到我的馬上，安置在我前方，並成功將他安全地帶回堡壘。伊根上尉一恢復就笑著說道：「我將妳命名為災星簡，妳是大平原的女英雄。」至今，我已經認可了這個名字。 |

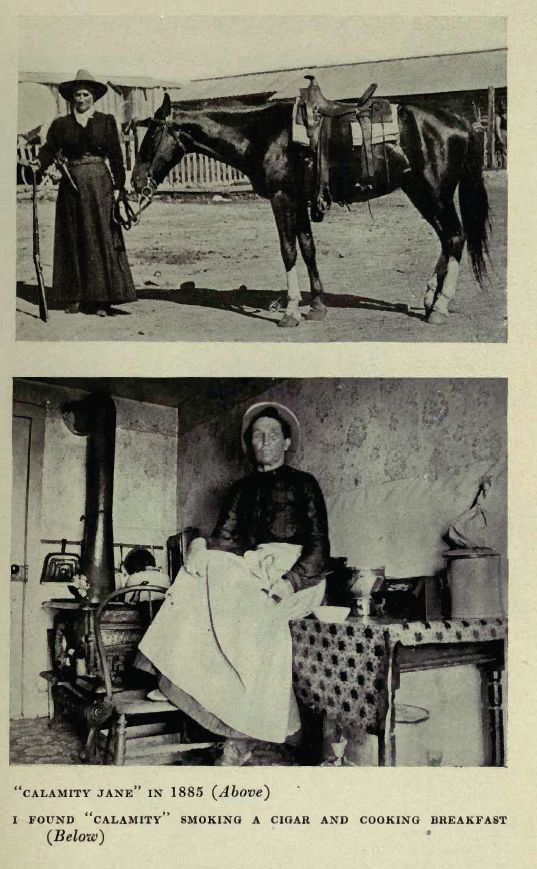
災星簡，攝於1885

災星簡可能把這個故事誇大了，或甚至完全是她捏造出來的。即使是在她還在世的時候，也不是所有人都相信她的故事。一種較常見的說法是，她之所以獲得這個稱號是因為她警告男人，若是冒犯她將會「招致災害」。「簡」也有可能原本不在她的本名裡，而是在這個稱號出現後才加進去的。不過可以肯定的是，1876年時她的這個綽號已經廣為人知了，因為1876年7月15日戴德伍德的報紙《Black Hills Pioneer》報導了希科克篷車隊的到來，而頭條上寫的是「災星簡已經抵達！」
她的自傳小冊子中另一個未經證實的故事是，她的分隊於1875年被派遣到大角河，供喬治·克魯克將軍指使。災星簡游過普拉特河，在身體又濕又冷的情況下以最快的速度走了90英里（140），目的是為了遞送重要的公文急件。之後她病了，並花了幾個星期休養。她乘車前往懷俄明州的拉勒米堡，並於1876年7月搭上一支前往北方的篷車隊。這個故事的後半段部分是有經過證實的，她在1876年7月的確位於拉勒米堡，且她加入的那個篷車隊是由「狂野比爾」希科克所主導。這是她第一次和希科克相遇（和她後來的說法相違），且這就是她碰巧來到戴德伍德的原因。
綽號「傑克隊長」的約翰·華勒斯·克勞福德曾在韋斯利·梅里特和喬治·克魯克的旗下服役。根據蒙大拿州一家名叫《Anaconda Standard》的報紙於1904年4月19日所刊載的，傑克隊長表示災星簡「從未在喬治·克魯克或納爾遜·阿普爾頓·邁爾斯將軍旗下以任何職位服務過。她從未見過私刑，也從未參與過與印第安人的戰鬥。她只不過是個聲名狼藉的人物，放蕩且像個惡魔似的，但卻因為有著寬宏大量的氣質而受到歡迎。」

## 戴德伍德和「狂野比爾」希科克
1875年，災星簡在拉皮德城加入了牛頓–詹尼團，同樣加入的偵察員還有加利福尼亞·喬·米爾納和瓦倫丁·麥吉利卡迪。1876年，災星簡在布拉克山的新居安頓下來，地點位於戴德伍德的管轄範圍內。她在這和朵拉·杜弗蘭成為了朋友，杜弗蘭是這座布拉克山的老鴇，且她偶而也會僱用災星簡。她也和「狂野比爾」希科克與查理·厄特關係友好，她與他們一同搭上厄特的篷車隊，前往戴德伍德。

### 麥考米克的主張
在災星簡死後近四十年的1941年9月6日，美國衛生及公共服務部向一位名叫金·希科克·伯克哈特·麥考米克（Jean Hickok Burkhardt McCormick）的老婦發放養老金。麥考米克宣稱自己是「狂野比爾」希科克和災星簡之間誕下的合法後代。她提出證據表明災星簡和狂野比爾於1873年9月25日在蒙大拿州的Benson's Landing（現今的蒙大拿州利文斯頓）結婚。這些文件大概是由兩位牧師和眾多證人簽署的。然而由於有許多不一致之處，麥考米克的主張受到了強力質疑。
麥考米克之後出版了一本書，書中公布的一些信件據稱是災星簡寫給她女兒的。在信當中，災星簡表示她已經和希科克結婚了，而麥考米克的父親是希科克，她生於1873年9月25日，之後放棄養育並交由吉姆·奧尼爾（Captain Jim O'Neil）與他的妻子收養。在聲稱中孩子出生的那段期間，災星簡據說在軍隊中擔任偵察兵。
災星簡似乎確實有兩個女兒，不過父親的身分不明。在1880年代晚期，她帶著一個孩童回到戴德伍德，並宣稱這是她的女兒。應她的要求，當時在戲院中舉辦了一場義演，目的是為了募集她女兒的教育資金，以讓她就讀位於南達科加州斯特吉斯的聖馬丁學院（St. Martin's Academy），那是間位於附近的天主教寄宿學校。義演成功募得了一筆巨大的款項，災星簡當晚喝了個爛醉，花掉了其中的一大部分，第二天就帶著孩子離開了。
有一位住在戴德伍德的女子，名叫埃斯特萊恩·本內特（Estelline Bennett），她在義演的前幾天曾與災星簡短暫交談過。她認為簡是真的誠摯地希望讓她女兒接受教育，而那場醉酒狂歡只是她無法控制衝動和執行長期計劃的一個例子（本內特認為這在她的社會階級中相當常見）。本內特後來聽說簡的女兒「接受了教育，順利長大成婚且過得很好」。

### 狂野比爾死後
災星簡還聲稱，在希科克被殺後，她用斬肉刀追捕兇手傑克·麥考爾。之所以要用斬肉刀是因為她的槍放在家裡。在麥考爾被判處死刑之後，簡繼續在戴德伍德地區生活了一段時間，有一次，她使數名正在追擊橫越大陸的驛站馬車的大平原印第安人改道，藉此幫助了馬車上的數名乘客。驛站馬車的駕駛約翰·斯勞特（John Slaughter）在追擊中被殺，因此簡代替他操作韁繩，並將馬車安全帶到了目的地戴德伍德的驛站。在1876或1878年末，簡替戴德伍德區的天花流行病病患們進行看護。。

## 晚年

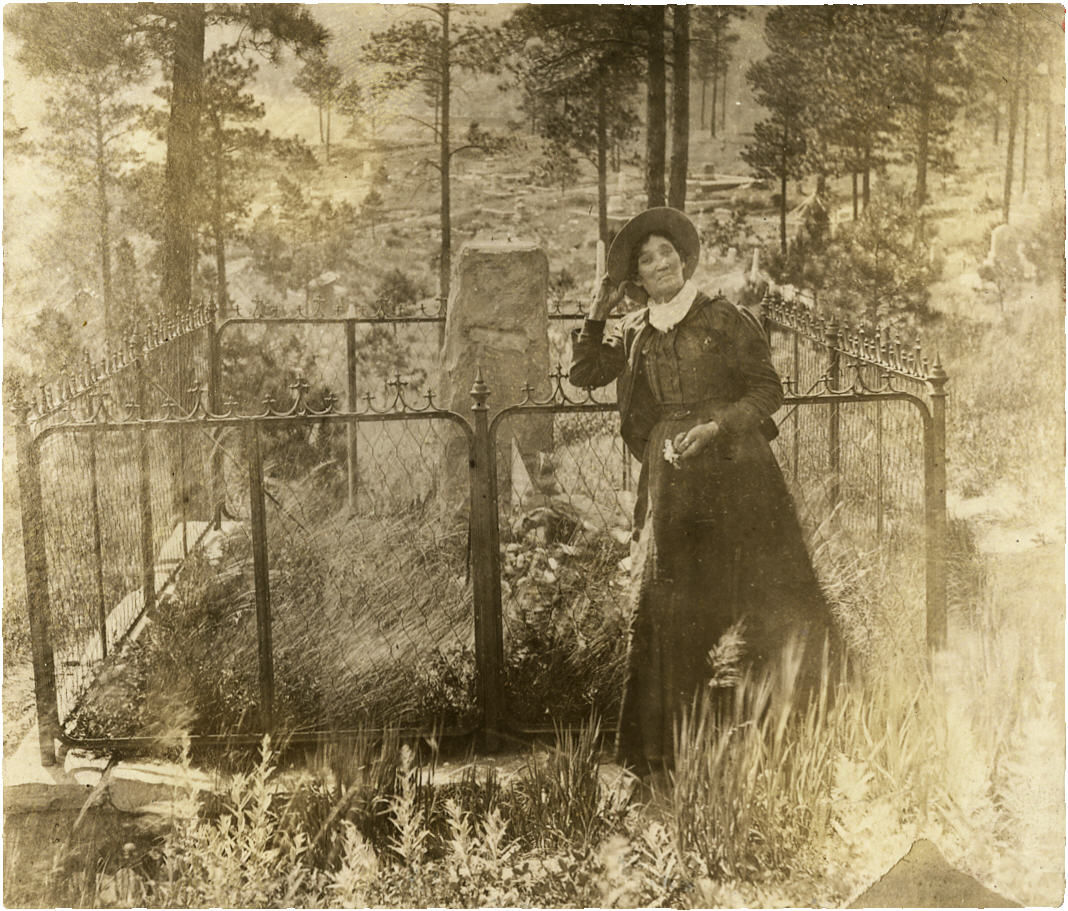
狂野比爾的墓與災星簡的合影，位於戴德伍德

1881年，簡在蒙大拿州邁爾斯城以西的黃石河沿岸買了一間牧場，她在那經營一間小旅館。她隨後嫁給了來自德克薩斯州的柯林頓·伯克（Clinton Burke），並搬到了博爾德去，她在那再度試圖經營小旅館事業。

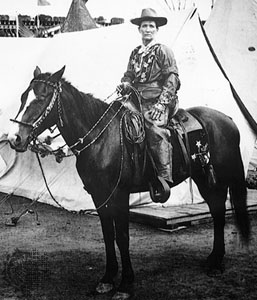
在水牛比爾的狂野西部秀中登場的災星簡

1893年，災星簡開始在水牛比爾的西部秀上擔任說書人。她也參與了1901年的泛美博覽會。當時她很消沉，且也相當嗜酒。即使在她年輕時，她對酒的成癮症狀也相當明顯。舉個例子，1876年6月10日，她在懷俄明州夏安租了一匹馬和馬車，想作為消遣前往一英里外的拉塞爾堡來回旅行，但她實在喝得太醉，以至於沒有注意到目的地已經過了，最後離拉塞爾堡足足隔了90英里（140）。

### 死亡
災星簡在1903年春季回到布拉克山，那時妓院老闆朵拉·杜弗蘭仍在經營著她的生意。在接下來的幾個月裡，她在南達科他州貝爾富什替朵拉的妓院裡的女孩們煮飯和洗衣服以賺得收入。同年7月，她搭上採礦火車前往特里旅行，特里是一個鄰近戴德伍德的礦業小村莊。據報導指出，她在火車上有大量飲酒，且已經得了胃病。管理人S·G·蒂利特（S.G. Tillett）將她從火車上帶下來，一位酒保替她在卡洛威旅館（Calloway Hotel）安排了一間房間，並找來了一位醫生。她幾乎是立刻在那之後死亡，死於1903年8月1日，死因是肺炎和腸炎。
據說在她的幾件物品中發現了一捆未寄送出去的給女兒的信件，其中部分信件後來成為了20世紀的作曲家莉比·拉爾森所作的藝術歌曲──《Songs From Letters》的題材。這些信件最早被刊載在金·麥考米克出版的書中，她自稱是「狂野比爾」希科克和災星簡的女兒。有些人質疑這些信件的真實性，因為有充分的證據證明災星簡是名功能性文盲。
災星簡被埋葬在南達科他州的摩利亞山公墓，鄰近在「狂野比爾」希科克旁邊。負責策畫她的埋葬的四名男子後來表示，希科克還在世時對災星簡而言「完全沒用」，所以他們決定在她葬在他旁邊，開他一個死後的玩笑。另一種說法是：「依照簡的死前遺言，布拉克山拓荒者協會（Society of Black Hills Pioneers）負責她的葬禮和埋葬，並將她埋在摩利亞山公墓內狂野比爾身邊。不只是因為她們是老朋友，更是因為病態的好奇心和許多在災星簡生前不認可她的人，使她那8月4日位於第一循道教堂（First Methodist Church）的葬禮上，人多到教堂幾乎無法容納，人們還跟著她的靈車，踏上陡峭蜿蜒的道路前往戴德伍德的靴丘。」

## 大眾文化中的災星簡

### 電影
- 《野姑娘傑恩（英语：Calamity Jane (film)）》，1953年由華納兄弟公司製作的電影，由桃樂絲·黛飾演災星簡（傑恩）。這部電影贏得了奧斯卡最佳歌曲獎。
- 《幸運的路克》，2009年的法國電影，改編自同名漫畫系列。電影中由希薇·泰絲特飾演災星簡。

### 電視節目
- 《死木》，2004至2006年的HBO電視影集，由羅賓·維格特（英语：Robin Weigert）飾演。

### 書籍
- 《幸運的路克》，比利時漫畫系列。

### 遊戲
- 《狂野歷險》，1996年的日本遊戲，以西部與牛仔為主題。
- 《異塵餘生3》，2008年的美國角色扮演遊戲，故事對話中曾提及災星簡。
- 《怪物彈珠》，日本手機遊戲。
- 《砰！》，義大利-美國桌上遊戲，裡頭有一張角色牌為「災星簡 （页面存档备份，存于）」。
- 《要塞英雄》，2017年的美國遊戲，作中登場的角色「Calamity」以災星簡為原型。
- 《Fate/Grand Order》，日本手機遊戲，配音員為東山奈央。